# Tibeťané
Tibeťané jsou domorodí obyvatelé Tibetu a přilehlých oblastí Centrální Asie, počínaje Myanmarem na jihovýchodě a Čínskou lidovou republikou na východě konče. Počet Tibeťanů je těžko odhadnutelný, podle údajů Ústřední tibetské správy populace Tibeťanů klesla od roku 1959 z 6,3 milionů na 5,4 milionů.

## Demografie
Tibeťané žijí především v Tibetské autonomní oblasti, dále i na dalších územích historického Tibetu jako je Čching-chaj, S’-čchuan, Kan-su a Jün-nan. Značná část Tibeťanů žije v diaspoře, zejména v Indii.

## Původ
Původ Tibeťanů není znám a dodnes je tato otázka jednou z nejsložitějších otázek starověkého Tibetu vůbec. Badatelé se v tvrzeních o původu Tibeťanů rozcházejí a nadále zkoumají lingvistické, etnografické i další souvislosti mezi archeologickými a historickými doklady. Je pravděpodobně, že dnešní Tibeťané přišli na Tibetskou náhorní plošinu z východu či severovýchodu okolo počátku křesťanského letopočtu. Tito příchozí netvořili jednotnou skupinu, ale spíše se jednalo o několik menších, jazykově spřízněných skupin, které se dále vyvíjely. Většina Tibeťanů je řazena k mongoloidní rase.
Podle tradiční tibetské legendy, která je zachycena v díle Zrcadlo králů Sönam Gjalchäna (1312–1375), jsou Tibeťané potomci opičáka a skalní démonky rákšasí. Tento opičák byl žákem Avalókita (Avalókitéšvary). Když k němu přistoupila nevzhledná rákšasí a dožadovala se milostného svazku, tak opičák nejdříve odmítl a až po poradě se svým učitelem a pod vyhrožováním rákšasí svolil. Měli spolu celkem šest dětí – opic, přičemž každá byla zrozena z jiného světa (podle buddhistické tradice existuje šest světů). Jednou otec opičák svých šest dětí odvedl do lesa, kde je nechal po tři léta. Když se vrátil, bylo opiček na pět set a neměly co jíst. Opičák se proto přenesl na potálu, odkud poprosil Vznešeného, a ten opicím dal najíst. Všechny opičky jedly, až se jim započala zkracovat srst i ocas, ovládly řeč a staly se lidmi.

## Fyzická adaptace

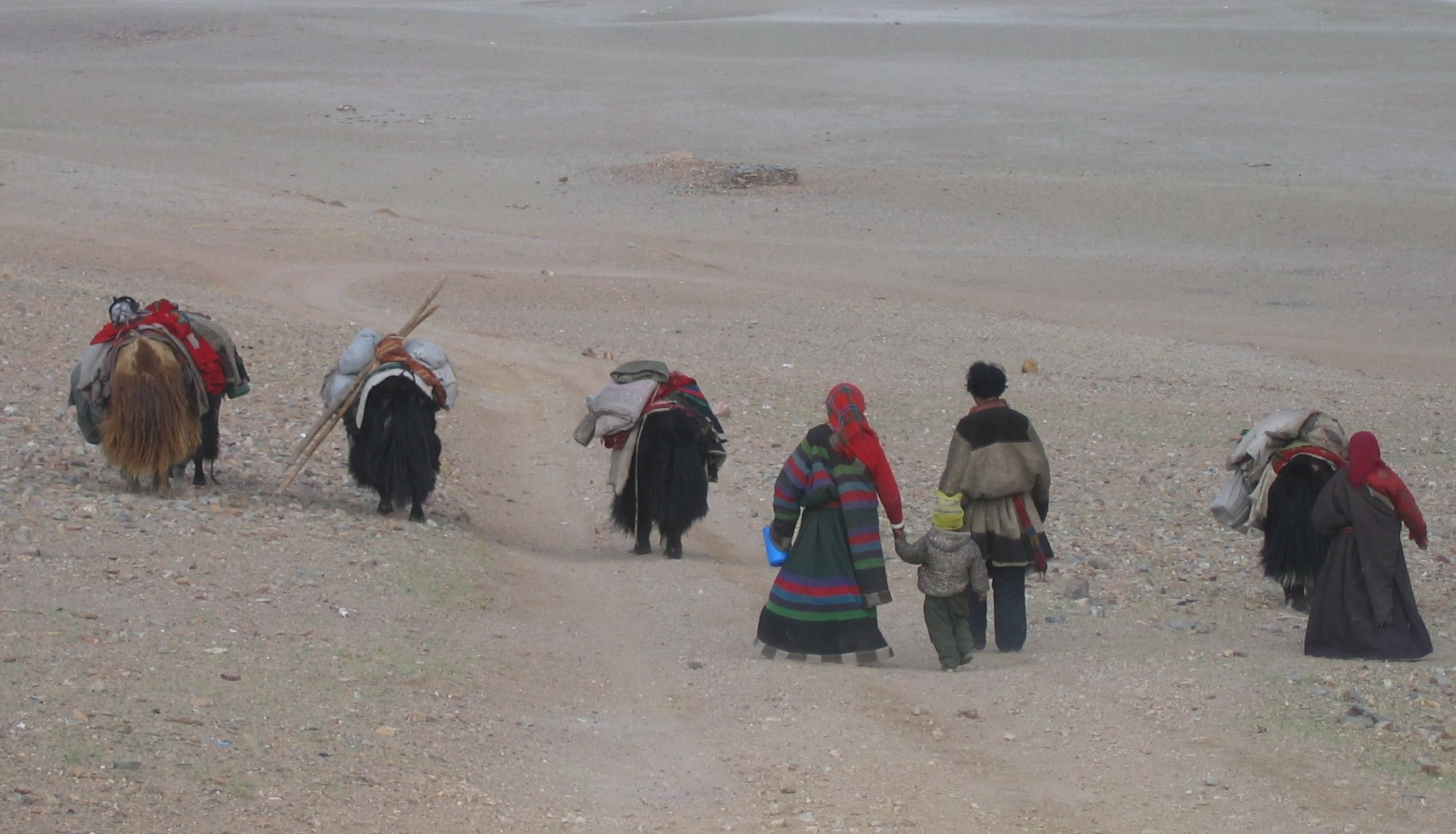
Nomádští pastevci s jaky na Tibetské náhorní plošině

Prakticky celé tibetské území se nachází ve vysokohorské nadmořské výšce. Schopnost Tibeťanů normálně žít v průměrných nadmořských výškách okolo 4400 metrů nad mořem často stála v zájmu různých badatelů. Současné výzkumy ukazují, že ačkoli Tibeťané žijí ve vysokých nadmořských výškách, nemají v krvi více kyslíku než ostatní lidé. Mají však 10× více oxidu dusného než obyvatelé nížin a asi dvakrát větší průtok krve, který byl měřen na předloktí. Těmito skutečnostmi je tělu zajišťován rychlejší přísun kyslíku, který vyrovnává nedostatek kyslíku způsobený vysokohorskými podmínkami.